# Kyle Martino
Kyle Hunter Martino (Atlanta, Georgia; 19 de febrero de 1981) es un ex-futbolista estadounidense cuyo último club fue el Los Ángeles Galaxy de la Major League Soccer. Actualmente se desempeña como comentarista deportivo.

## Trayectoria
| Período   | Club                   | Partidos (goles) |
| --------- | ---------------------- | ---------------- |
| 1999-2001 | University of Virginia | 63 (17)          |

| Período   | Club               | Partidos (goles) |
| --------- | ------------------ | ---------------- |
| 2002-2006 | Columbus Crew      | 106 (10)         |
| 2006-     | Los Ángeles Galaxy | 35 (3)           |

| Período | Selección      | Partidos (goles) |
| ------- | -------------- | ---------------- |
| 2002-   | Estados Unidos | 8 (1)            |

## Vida personal
Estuvo casado con Eva Amurri desde el 29 de octubre de 2011 hasta 2020. Tuvieron una hija, Marlowe Mae, nacida en 2014, y dos hijos, Major James, nacido en 2016 y Mateo Antoni, nacido en 2020. El 15 de noviembre de 2019, Amurri y Martino anunciaron que se separaban, tan solo dos meses después de anunciar que esperaban su tercer hijo juntos. En marzo de 2020 la pareja finalizó los trámites del divorcio.

## Palmarés

### Distinciones individuales
| Distinción               | Año  |
| ------------------------ | ---- |
| Novato del Año de la MLS | 2002 |

| Predecesor: Rodrigo Faria | Novato del Año de la Major League Soccer 2002 | Sucesor: Damani Ralph |